# 一つの中国
一つの中国（ひとつのちゅうごく、簡体字: 一个中国; 繁体字: 一個中國）とは、正統性を持った「中国」の国家は一つしか存在せず、中国と台湾は一つの国家が不可分に統治しなければならないとする政策的立場および主張である。
1949年に中国が中華人民共和国と台湾の分断状態となったことで発生し、両政府はこの立場に基づいて統一（中国統一）政策を展開してきた。特に2000年代以降の中華人民共和国は、これを自国の核心的利益であると主張し、「中華人民共和国政府が中国の唯一の合法政府である」との意味合いから、諸外国に対してこの考えに同調するように強い圧力をかけている。また国際社会では、中華民国を国家承認する国家が少ないため、「一つの中国」は中華民国を国家として承認しないという要求と同義として解釈される傾向が強い。

## 中華人民共和国が主張する「一つの中国」
かつて、国際連合安全保障理事会常任理事国であった中華民国は、中華人民共和国と『中国唯一の正統政府である』との立場を互いに崩さなかった。1949年から中華人民共和国側が国際連合総会に「中国代表権問題」を提起し、長きに亘って否決された。しかし、1971年のアルバニア決議後に中華民国が国際連合を脱退、新たに加入し常任理事国となった中華人民共和国が提唱する「一つの中国」の概念が国際社会に宣布された。
- 中国大陸に存在する政権は世界でただ一つだけあって、台湾は中国の一部分であり、中華人民共和国政府が全中国を代表する唯一の合法的政府である。
- 中国大陸と台湾島は一つの中国であり、中国の主権と領土の分割は許さない。
- 現在まだ統一が達成されていないことに、双方は共に努力すべきで、一つの中国の原則の下、対等に協力し、統一を協議する。
- 一つの国家として主権と領土の分割は認めず、台湾の政治的地位は一つの中国を前提として一国二制度の適用を検討する。

2005年には、台湾「独立」阻止を念頭に反分裂国家法を制定した。2023年現在はこの原則により、中華人民共和国と国交を結ぶ国は中華民国と正式な国交を結ぶことができない。また、中華民国と正式な国交を結ぶ場合は、中華人民共和国と断交しなければならない。

## 台湾の反応
中華民国も過去に「中国を代表する政府は、中華民国である」との立場から「一つの中国」政策を打ち出していた。
蔣介石時代
蔣介石は双十協定で分裂の解消に失敗してから国共内戦の延長としてしか両政府の関係を定義できず、「漢賊不兩立 （漢賊並び立たず）」との主張を繰り返した。アメリカや日本から「二つの中国」を検討するよう説得されても、拒絶し続けた。しかし1960年代を中心に相次いだアジア・アフリカ諸国の独立により、国連の中国代表権をめぐって中華人民共和国を支持する国が増加していた。アメリカのリチャード・ニクソン政権は、「中国代表権と安全保障理事会常任理事国の地位を放棄して、一般の加盟国として国連に残る」という道を蔣介石に勧めた。しかし蔣介石が妥協しなかった（あるいはアメリカの最後通告の後に妥協を決断したが、遅過ぎて間に合わなかったとの説もある）ため、1971年に国連における「中国代表権」を失った（いわゆるアルバニア決議）。また、国内的には、中華民国憲法の本文を形式上維持しつつ、中国大陸で選出された国会議員の任期を無期限に延長することで、中国の正統政府であることを誇示しようとした（「法統」）。
蔣経国時代
中華人民共和国の鄧小平は改革開放政策を打ち出し、毛沢東時代のように資本主義体制の中華民国を敵視せず、「台湾解放」という従来の姿勢を転換し、「平和統一」「一国二制度」を呼び掛け始めた。しかし、当時の中華民国政府は、強権的だった蔣介石の死後、重しがとれたことで民主化要求が抑え切れないという不安定な状況にあった。そのため、蔣経国総統は中華人民共和国の呼びかけに応えることをためらい、「不接觸、不談判、不妥協的（接触しない、交渉しない、妥協しない）」という「三不政策（三つのノー政策）」を掲げた。その一方で、敵対政策を転換する必要性も徐々に認識され、老兵（中華民国国軍の退役兵士）の要請を受けて中国大陸の家族・親戚を訪問することも解禁して密使の沈誠を北京に派遣し、大陸部工作指導チーム設置などを指示した。
李登輝時代
1990年以降、基本方針は大きく変化していく。1990年には行政院大陸委員会と海峡交流基金会と国家統一委員会が設置され、1991年に国家統一綱領を定める。「一つの中国」の意味を曖昧にしつつ、「法統」を放棄して事実上の法理独立、つまり憲法改正と民主化へ歩みだした。しかし「一つの中国」を原則として否定もできなかったため、中華民国憲法増修条文には「統一前の需要により、憲法を以下のように修正する」との一文を前文に挿入した。
1999年の李登輝総統による「特殊な国と国の関係」発言に至ると、中華人民共和国側はこれを「両国論（二国論）」と呼び、「一つの中国」を放棄したものと解釈して強く反発した。
- 1990年には「一國兩府（一国二政府）」
- 1991年には「一個中國，兩個對等政治實體（一つの中国、二つの対等な政治実体）」
- 1993年には「一個中國指向的階段性兩個中國政策（一つの中国に向けた段階的な二つの中国政策）」
- 1999年には「特殊的國與國關係（特殊な国と国の関係）」

2013年5月に李登輝は、「私がはっきりさせておきたいのは、『台湾は中国の一部』とする中国の論法は成り立たないということだ。四百年の歴史のなかで、台湾は六つの異なる政府によって統治された。もし台湾が清国によって統治されていた時代があることを理由に『中国（中華人民共和国）の一部』とされるならば、かつて台湾を領有したオランダやスペイン、日本にもそういう言い方が許されることになる。いかに中国の論法が暴論であるかがわかるだろう。もっといおう。たしかに台湾には中国からの移民者が多いが、アメリカ国民の多くも最初のころはイギリスから渡ってきた。しかし今日、『アメリカはイギリスの一部』などと言い出す人はいない。台湾と中国の関係もこれと同じである」と述べている。

陳水扁時代
1999年、民主進歩党（民進党）は2000年総統選挙に向けて現実路線に転換し、台湾前途決議文を採択し、台湾独立を盛り込んだ党綱領を棚上げした。そして、陳水扁政権は李登輝時代の中華民国政府の立場を継承する姿勢を見せ、さらに中国大陸との「統合論」や「未来における『一つの中国』」という考え方を示した。これは、「一つの中国」という立場を共有した上での対話を求めてきた中華人民共和国政府に譲歩しつつ、中華民国の地位を認めさせようとする戦略（「強本西進」政策）からであった。アメリカも両者の仲介を行うことを材料に、陳水扁政権に独立路線の放棄を求めていた。これが「四不一没有（四つのノー、一つのない）」の背景である。
しかし、中華人民共和国政府はこうした動きを無視し、中華民国を承認する国に承認転換を迫り続けた。そのため、陳水扁政権は「一つの中国」政策に見切りをつけ、また選挙キャンペーンでの材料として独立路線の活用を再開した。また、「一個中國，各自表述（一つの中国の解釈は各自が表明する）」という「九二共識（1992年コンセンサス）」について、中国国民党および当時の中華民国政府による拡大解釈であり、中華人民共和国が同意したことを表明していないことにも懸念を示し始めた。そして、陳水扁政権は「コンセンサスがない、というコンセンサス」だったとの見解を示している。そして、「一つの中国」という言葉が、国際的には「中国とは中華人民共和国であり、台湾はその一部」というイメージが定着していることを懸念し、その使用を控えるようになった。
- 2000年の就任演説で「四つのノー、一つのない」を表明。独立路線の棚上げを表明。
- 2002年、ナウルの承認転換に際し、陳総統が「一辺一国」を表明。独立路線への復帰とみなされる。
- 2006年には国家統一委員会と国家統一綱領の「終止」を決定する。

馬英九時代
2008年に総統に就任した馬英九は、九二共識を前提としつつ「統一せず、独立せず、武力を行使せず」という「三つのノー」（三不）政策を打ち出している。一方で中華人民共和国との間で「三通」（通信、通商、通航）を解禁して中台FTAを結ぶなど、中華人民共和国との融和姿勢を取った。
蔡英文時代
2016年に総統に就任した蔡英文は九二共識の受け入れを否定しており、国家存続の為にアメリカとの関係を強化する方針を強めている。　
頼清徳時代
2024年に総統に就任した頼清徳は、副総統として仕えた前任の蔡英文と同様に九二共識の受け入れを否定しており、就任式の演説では九二共識について言及していない。

## 国際社会の反応
2023年現在、ブータンのみが台湾・中国の両方と国交を持たない。
日本
日中共同声明を踏襲し「中華人民共和国を中国の唯一の合法的政府」と承認 (recognize) し、「台湾が中華人民共和国の領土の不可分の一部である」と表明する「中華人民共和国政府の立場を十分理解し尊重する (understand and respect )」 として、現状では中華人民共和国の主張を支持していないが、中華民国の主張も支持しないという立場を取っている。
中華民国とは民間レベルで親密な関係を保っており、事実上の大使館機能（台北経済文化代表処）も存在するほか、2012年から住民基本台帳における在留カードでは中華民国国籍保有者の国籍・地域欄は「中国」から「台湾」となり 、中華人民共和国国籍保有者と明確に区別している。2013年3月13日に安倍晋三首相は、Facebookで東日本大震災における台湾の支援に言及して、「大切な日本の友人」と表現し、2015年7月29日に参議院で行われた平和安全法制に関する特別委員会においても、「台湾は、基本的な価値観を共有する重要なパートナーであり、大切な友人であります」と答弁している。
アメリカ合衆国
上海コミュニケに基づき「中華人民共和国を中国の唯一の合法的政府」と承認 (recognize) し、「台湾海峡の両側のすべての中国人が中国は一つに過ぎず、台湾は中国の一部であると主張していること」を認知する (acknowledge) として、双方に理解を示す立場を取っているが、中華民国とは民間レベルで親密な関係を保つほか、米華相互防衛条約の後継法である「台湾関係法」を結んでおり、2018年には双方政府高官の訪問を促進する「台湾旅行法」を成立させたなど緊密な関係にある。
2020年、ドナルド・トランプ政権の国務長官だったマイク・ポンペオは、「台湾は中国の一部でない」と述べたが、2022年、ジョー・バイデン政権の国家安全保障問題担当大統領補佐官ジェイク・サリバンは、「台湾が中国の一部かどうか」には明言せず、「一つの中国」政策に変わりはない事を改めて強調した。
大韓民国
中韓共同声明を踏襲し「中華人民共和国を中国の唯一の合法的政府」と承認 (recognize) し、「台湾が中華人民共和国の領土の不可分の一部である」と表明する「中華人民共和国政府の立場を十分理解し尊重する (fully understanding and respect)」 として、現状では中華民国の主張を支持しないという立場を取っているが、民間レベルでの関係を保っている。